# Isopora crateriformis
Isopora crateriformis là một loài san hô trong họ Acroporidae. Loài này được Gardiner mô tả khoa học năm 1898.